# IOTA (kryptoměna)
IOTA je peer-to-peer platební síť i stejnojmenná kryptoměna, která byla navržena pro internet věcí (IoT), z čehož je odvozený také její název. Jejím cílem je poskytnout výměnu i přesun hodnot a dat mezi uživateli bez poplatků, bez omezeného počtu transakcí za sekundu, tj. rychle a se skvělou škálovatelností, a bez nároků na diskovou kapacitu. To vše je vhodné k tomu, aby skrze tuto síť byla efektivně a důvěryhodně ovládaná všechna chytrá zařízení připojená k internetu.

## Historie
Větší rozšíření kryptoměn odhalilo i jejich nevýhodu, škálovatelnost. S rostoucím počtem uživatelů klesá rychlost transakcí, protože kryptoměny mají vždy maximální možný limit transakcí za sekundu, a roste velikost blockchainu, což přináší větší nároky na diskové úložiště.
Tento problém si uvědomili i vývojáři David Sønstebø, Sergey Ivancheglo, Dominik Schiener a Dr. Serguei Popov a pokusili se celý systém předělat tak, aby už škálovatelnost nebyla problém. Výsledkem byla kryptoměna IOTA, kterou roku 2015 představil David Sønstebø. Jedná se o kryptoměnu třetí generace a je optimalizovaná pro použití v internetu věcí (IoT), který má v příštích desetiletích obsahovat více než 50 miliard chytrých zařízení. V této síti funguje digitální měna (token) IOTA jako prostředek k předávání dat.
Vývojáři na tento nápad vybrali v prosinci 2015 1337 Bitcoinů, tj. cca půl miliónu amerických dolarů. Už na konci roku 2015 pak došlo k vydání všech 2 779 530 283 tokenů této digitální měny a od června 2016 bylo spuštěno beta-testování, které probíhá ještě i v roce 2018. Všechny tokeny získala komunita. Vývojářům nezůstal žádný. Tato komunita založila zároveň neziskovou nadaci IOTA Foundation, která sídlí v Německu.
IOTA se chce mimo IoT prosadit také ve zdravotnictví, ale své využití najde i v energetickém průmyslu, mobilních zařízeních a automobilech. Projektu věří takové firmy, jako je Microsoft, Samsung, Bosch, Cisco, Volkswagen a Innogy. Za zmínku stojí také spolupráce s firmou Sirin Labs, která na platformě IOTA hodlá postavit dokonce i celý systém svého chytrého telefonu Sirin Finney.
K 28. květnu 2018 byla tržní hodnota všech mincí IOTA 3 921 138 961 amerických dolarů.

## Charakteristika

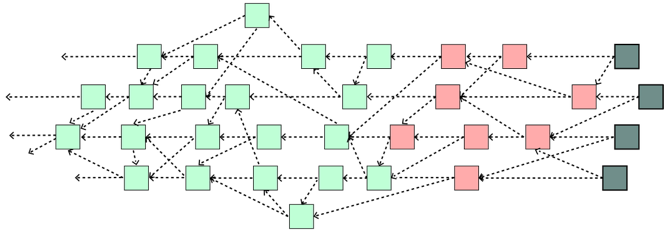
Na rozdíl od blockchainu je tangle orientovaným acyklickým grafem ve kterém každý odesílatel transakce musí zpracovat dvě další

Základní jednotkou IOTA kryptoměny je IOTA, jenže ta má tak nízkou hodnotu, že se používají hlavně její násobky – KIOTA, MIOTA, GIOTA, TIOTA či PIOTA (kilo, mega, giga atd.). Nejpoužívanější je MIOTA, která odpovídá 1 000 000 IOTA. V této jednotce se obvykle počítají i ceny na burzách.
Na rozdíl od Bitcoinu nepoužívá IOTA jako účetní knihu blockchain, ale je postavená na bezblokové technologii, orientovaném acyklickém grafu (DAG), která je též označována jako „TANGLE“ (z angl. "propletenec"). V tomto systému transakci nepotvrzují tzv. těžaři, ale potvrzuje ji každý držitel protokolu IOTA. Při odeslání transakce počítač odesílatele vždy zpracuje a potvrdí dvě jiné transakce. Odpadají proto transakční poplatky a omezený počet transakcí za sekundu. Díky tomu je tato kryptoměna také vhodná pro mikrotransakce. Výhodou této technologie je zároveň to, že čím víc uživatelů síť užívá, tím rychleji a bezpečněji funguje.
K předejití útoku hackerů nebo spam attacku na síť se používá „weight“ mechanismus. Transakce jsou potvrzovány právě s ohledem na tuto „váhu“, která odpovídá množství práce, kterou uživatel investuje do transakce.
Tento systém pak umožňuje, aby si uživatelé do počítačů stahovali vždy jen takovou část „blockchainu“, aby případnými transakcemi mohly být připojeny zatím volné transakce. Rychlost, nízká paměťová náročnost a nulový transakční poplatek z ni dělá vhodný nástroj pro internet věcí.

## Směna
Digitální měny a tokeny je možné koupit nebo prodat prostřednictvím internetových burz a směnáren. IOTA je však méně známou kryptoměnou, neshání se proto tak snadno. Stejně problematické je i její uchovávání.